# Vernay FR

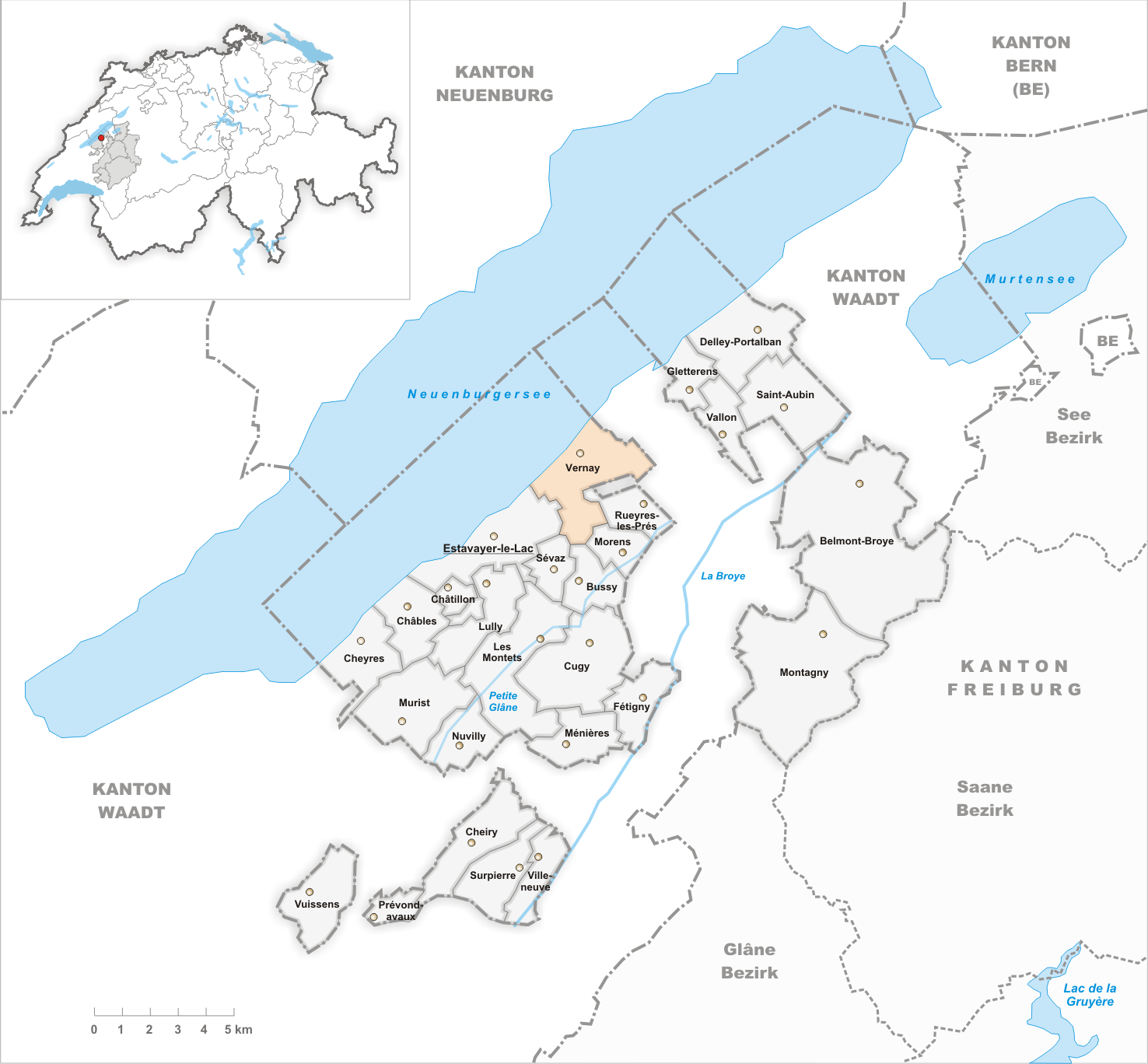
Gemeindestand vor der Fusion am 1. Januar 2017

| FR ist das Kürzel für den Kanton Freiburg in der Schweiz. Es wird verwendet, um Verwechslungen mit anderen Einträgen des Namens Vernay zu vermeiden. |

Vernay war bis zum 31. Dezember 2016 eine politische Gemeinde im Distrikt Broye des Kantons Freiburg in der Schweiz. Auf den 1. Januar 2006 hatten sich die drei früheren Gemeinden Autavaux, Forel (FR) und Montbrelloz zusammengeschlossen. Der Sitz der Gemeindeverwaltung befand sich in Forel.
Am 1. Januar 2017 fusionierte Vernay mit den ehemaligen Gemeinden Bussy, Estavayer-le-Lac, Morens, Murist, Rueyres-les-Prés und Vuissens zur neuen Gemeinde Estavayer.

## Geographie
Vernay liegt auf etwa 480 m ü. M., rund dreieinhalb Kilometer nordöstlich des Bezirkshauptortes Estavayer-le-Lac (Luftlinie). Die Gemeinde erstreckt sich im nordwestlichen Freiburger Mittelland auf einem Plateau über dem Südufer des Neuenburgersees, auf dem Höhenrücken zwischen dem See und der Broyeebene.
Die Fläche des 8,3 km² grossen Gemeindegebiets umfasst einen Abschnitt am Südufer des Neuenburgersees (rund 3,5 km Seeuferlinie). Der Gemeindeboden erstreckt sich vom Seeufer südwärts über einen 300 m breiten, flachen Uferrandstreifen, der teils mit Schilfrohr, teils mit Wald bestanden ist. Daran schliesst ein rund 30 m hoher Steilhang an, der zum Plateau des Molassehöhenrückens zwischen dem Neuenburgersee und der Broyeebene überleitet. Dieses Plateau ist durch zwei kurze Erosionstäler untergliedert, deren Bäche in den See münden. Nach Osten reicht die Gemeindefläche über das Waldgebiet Bois des Esserts auf das Plateau von Les Planches und nach Süden auf die Höhe von Montbrelloz. Die höchsten Erhebungen von Vernay werden auf der Flur Belmont bei Les Planches und auf der Höhe östlich von Montbrelloz jeweils mit 505 m ü. M. erreicht. Von der Gemeindefläche entfielen 1997 6 % auf Siedlungen, 18 % auf Wald und Gehölze und 74 % auf Landwirtschaft; etwas mehr als 2 % war unproduktives Land.
Die Gemeinde Vernay setzt sich zusammen aus den Dörfern
- Autavaux, 475 m ü. M., 221 Einwohner
- Forel (FR), 465 m ü. M., 363 Einwohner
- Montbrelloz, 501 m ü. M., 300 Einwohner

und dem Weiler Les Planches (494 m ü. M.), alle auf dem Höhenrücken zwischen dem Neuenburgersee und der Broyeebene gelegen. Nachbargemeinden von Vernay sind Estavayer-le-Lac, Sévaz, Bussy (FR), Morens und Rueyres-les-Prés im Kanton Freiburg sowie Grandcour und Chevroux im Kanton Waadt.

## Bevölkerung
Mit 1110 Einwohnern (Stand 31. Dezember 2016) gehörte Vernay zu den kleineren Gemeinden des Kantons Freiburg. Von den Bewohnern sind 94,0 % französischsprachig, 4,2 % deutschsprachig, und 1,4 % sprechen Italienisch (Stand 2000). Die Bevölkerungszahl der Ortschaften von Vernay belief sich 1850 auf 442 Einwohner, 1900 auf 483 Einwohner. Im Verlauf des 20. Jahrhunderts pendelte die Bevölkerungszahl stets im Bereich zwischen 500 und 540 Einwohnern. Erst seit 1980 (497 Einwohner) wurde ein deutliches Bevölkerungswachstum verzeichnet.

## Wirtschaft
Die Dörfer der Gemeinde Vernay waren bis in die zweite Hälfte des 20. Jahrhunderts vorwiegend durch die Landwirtschaft geprägt. Noch heute haben der Ackerbau, der Obstbau und die Viehzucht einen wichtigen Stellenwert in der Erwerbsstruktur der Bevölkerung. Einige weitere Arbeitsplätze sind im lokalen Kleingewerbe und im Dienstleistungssektor vorhanden. In den letzten Jahrzehnten haben sich alle drei Ortschaften dank der attraktiven Lage auch zu Wohngemeinden entwickelt. Viele Erwerbstätige sind deshalb Wegpendler, die hauptsächlich in Estavayer-le-Lac sowie in der Region Payerne arbeiten.

## Verkehr
Die Gemeinde liegt nahe der Kantonsstrasse, die von Estavayer-le-Lac nach Avenches führt. Der nächste Anschluss an die Autobahn A1 (Lausanne-Bern), die im Jahr 2001 eröffnet wurde, befindet sich rund 5 km von Vernay entfernt. Durch eine Buslinie der Transports publics Fribourgeois, die von Estavayer-le-Lac aus einen Rundkurs fährt, sind Autavaux, Forel und Montbrelloz an das Netz des öffentlichen Verkehrs angebunden.

## Geschichte
Das Gemeindegebiet von Vernay war schon sehr früh besiedelt. In der Nähe des Seeufers wurden Überreste mehrerer Siedlungen aus dem Neolithikum und aus der Bronzezeit gefunden.
Seit dem Mittelalter unterstanden Autavaux, Forel und Montbrelloz den Herren von Estavayer. Nachdem Bern 1536 das Waadtland erobert hatte, kam das Gebiet unter die Herrschaft von Freiburg und wurde der Vogtei Estavayer zugeteilt. Nach dem Zusammenbruch des Ancien Régime im Jahr 1798 gehörten die Dörfer während der Helvetik und der darauffolgenden Zeit zum Bezirk Estavayer, bevor sie 1848 in den Bezirk Broye eingegliedert wurden.
Im Rahmen der seit 2000 vom Kanton Freiburg geförderten Gemeindefusionen stand zunächst die Fusion von Forel (FR), Autavaux, Montbrelloz, Rueyres-les-Prés und Morens zur Debatte. Nachdem dieses Projekt gescheitert war, verhandelten Autavaux und Forel ab 2003 erneut über eine Fusion. Zu diesen Gesprächen stiess zu Beginn des Jahres 2004 auch Montbrelloz. An den Gemeindeversammlungen am 10. November 2004 wurde das Fusionsprojekt in Autavaux und Forel einstimmig, in Montbrelloz mit einer Ja-Mehrheit von nur gerade 52 % angenommen.
Mit Wirkung auf den 1. Januar 2006 wurde die Fusion rechtskräftig. Weil alle drei ehemaligen Gemeinden eine ähnliche Einwohnerzahl aufwiesen, wurde für die neue Gemeinde der Name Vernay gewählt. Vernay hiess ein Dorf, das sich auf dem heutigen Gemeindeareal befand und zur Herrschaft Estavayer gehörte, jedoch im Spätmittelalter aufgegeben wurde, eine sogenannte Wüstung.